# LendingTree Bowl
El LendingTree Bowl es un Bowl de fútbol americano universitario que se juega anualmente en la ciudad de Mobile, Alabama desde 1999 y actualmente involucra a equipos de la Sun Belt Conference y la Mid-American Conference.

## Historia
El partido fue conocido como Mobile Alabama Bowl en sus primera dos ediciones, en 1999 y 2000. GMAC (actual Ally Financial) pasó a ser el patrocinador del partido en 2000 y pasó a llamarse GMAC Bowl para la edición de 2001 hasta enero de 2010 cuando pasa a ser el GoDaddy.com Bowl de 2011 a 2013 por el patrocinio de GoDaddy. En mayo de 2013 se anuncia que el ".com" se elimina del nombre del bowl y pasa a ser el GoDaddy Bowl para las próximas dos ediciones. Dollar General se convierte en el nuevo patrocinador en 2016, y por los siguientes dos partidos pasa a ser el Dollar General Bowl. En mayo de 2019 Dollar General no sigue como patrocinador del bowl. Retoma el nombre original de Mobile Alabama Bowl temporalmente, hasta que aparece LendingTree en noviembre de 2019, y pasa a llamarse LendingTree Bowl.
El primer partido se juega en diciembre hasta la edición de 2006 que pasa a jugarse en enero, y sirvió como uno de los últimos bowls previos al campeonato nacional de la Bowl Championship Series o el College Football Playoff. En 2015 vuelve a jugarse en diciembre, manteniendo la fecha por los siguientes cuatro años. En 2019 se pasa de nuevo a enero.

## Resultados
| Fecha      | Nombre              | Campeón           | Campeón | Finalista        | Finalista   | Asistencia | Ref.   |
| ---------- | ------------------- | ----------------- | ------- | ---------------- | ----------- | ---------- | ------ |
| 22-12-1999 | Mobile Alabama Bowl | TCU               | 28      | East Carolina    | 14          | 34 200     | [ 6 ]  |
| 20-12-2000 | Mobile Alabama Bowl | Southern Miss     | 28      | TCU              | 21          | 40 300     | [ 7 ]  |
| 19-12-2001 | GMAC Bowl           | Marshall          | 64      | East Carolina    | 61 (2 t.e.) | 40 139     | [ 8 ]  |
| 18-12-2002 | GMAC Bowl           | Marshall          | 38      | Louisville       | 15          | 40 646     | [ 9 ]  |
| 18-12-2003 | GMAC Bowl           | Miami (Ohio)      | 49      | Louisville       | 28          | 40 620     | [ 10 ] |
| 22-12-2004 | GMAC Bowl           | Bowling Green     | 52      | Memphis          | 35          | 29 500     | [ 11 ] |
| 21-12-2005 | GMAC Bowl           | Toledo            | 45      | UTEP             | 13          | 35 422     | [ 12 ] |
| 7-1-2007   | GMAC Bowl           | Southern Miss     | 28      | Ohio             | 7           | 28 706     | [ 13 ] |
| 6-1-2008   | GMAC Bowl           | Tulsa             | 63      | Bowling Green    | 7           | 36 932     | [ 14 ] |
| 6-1-2009   | GMAC Bowl           | Tulsa             | 45      | Ball State       | 13          | 32 816     | [ 15 ] |
| 6-1-2010   | GMAC Bowl           | Central Michigan  | 44      | Troy             | 41 (2 t.e.) | 34 486     | [ 16 ] |
| 6-1-2011   | GoDaddy.com Bowl    | Miami (Ohio)      | 35      | Middle Tennessee | 21          | 38 168     | [ 17 ] |
| 8-1-2012   | GoDaddy.com Bowl    | Northern Illinois | 38      | Arkansas State   | 20          | 38 734     | [ 18 ] |
| 6-1-2013   | GoDaddy.com Bowl    | Arkansas State    | 17      | Kent State       | 13          | 37 913     | [ 19 ] |
| 5-1-2014   | GoDaddy Bowl        | Arkansas State    | 23      | Ball State       | 20          | 36 119     | [ 20 ] |
| 4-1-2015   | GoDaddy Bowl        | Toledo            | 63      | Arkansas State   | 44          | 36 811     | [ 21 ] |
| 23-12-2015 | GoDaddy Bowl        | Georgia Southern  | 58      | Bowling Green    | 27          | 28 656     | [ 22 ] |
| 23-12-2016 | Dollar General Bowl | Troy              | 28      | Ohio             | 23          | 32 377     | [ 23 ] |
| 23-12-2017 | Dollar General Bowl | Appalachian State | 34      | Toledo           | 0           | 28 706     | [ 24 ] |
| 22-12-2018 | Dollar General Bowl | Troy              | 42      | Buffalo          | 32          | 31 818     | [ 25 ] |
| 6-1-2020   | LendingTree Bowl    | Louisiana         | 27      | Miami (Ohio)     | 17          | 29 212     | [ 26 ] |
| 26-12-2020 | LendingTree Bowl    | Georgia State     | 39      | Western Kentucky | 21          | 5128       | [ 27 ] |
| 18-12-2021 | LendingTree Bowl    | Liberty           | 56      | Eastern Michigan | 20          | 15 186     | [ 28 ] |
| 17-12-2022 | LendingTree Bowl    | Southern Miss     | 38      | Rice             | 24          | 20 512     | [ 29 ] |

- Fuente:[30]

## Participaciones

### Por Equipo
| # | Equipo         | Apariciones | Record |
| - | -------------- | ----------- | ------ |
| 1 | Arkansas State | 4           | 2–2    |
| 2 | Miami (OH)     | 3           | 2–1    |
| 2 | Southern Miss  | 3           | 3–0    |
| 2 | Toledo         | 3           | 2–1    |
| 2 | Troy           | 3           | 2–1    |
| 2 | Bowling Green  | 3           | 1–2    |
| 6 | Marshall       | 2           | 2–0    |
| 6 | Tulsa          | 2           | 2–0    |
| 6 | TCU            | 2           | 1–1    |
| 6 | Ball State     | 2           | 0–2    |
| 6 | East Carolina  | 2           | 0–2    |
| 6 | Louisville     | 2           | 0–2    |
| 6 | Ohio           | 2           | 0–2    |

Equipos con una sola aparición
- Ganaron (7): Appalachian State, Central Michigan, Georgia Southern, Georgia State, Liberty, Louisiana, Northern Illinois
- Perdieron (8): Buffalo, Eastern Michigan, Kent State, Memphis, Middle Tennessee State, UTEP, Western Kentucky, Rice

### Por Conferencia
| Conferencia    | Record | Record | Record | Record                                                   | Apariciones                                                            | Apariciones |
| Conferencia    | J      | G      | P      | Ganados                                                  | Perdidos                                                               |             |
| -------------- | ------ | ------ | ------ | -------------------------------------------------------- | ---------------------------------------------------------------------- | ----------- |
| MAC            | 20     | 9      | 11     | 2001, 2002, 2003, 2004, 2005, 2009*, 2010*, 2011*, 2014* | 2006*, 2007*, 2008*, 2012*, 2013*, 2015, 2016, 2017, 2018, 2019*, 2021 |             |
| Sun Belt       | 13     | 9      | 4      | 2012*, 2013*, 2015, 2016, 2017, 2018, 2019*, 2020, 2022  | 2009*, 2010*, 2011*, 2014*                                             |             |
| C-USA          | 12     | 4      | 8      | 2000, 2006*, 2007*, 2008*                                | 1999, 2001, 2002, 2003, 2004, 2005, 2020, 2022                         |             |
| WAC            | 2      | 1      | 1      | 1999                                                     | 2000                                                                   |             |
| Independientes | 1      | 1      | 0      | 2021                                                     |                                                                        |             |

- Años marcados con asterísco (*) se jugaron en enero del año calendario siguiente.
- La WAC no existe en el FBS football.
- Equipos independientes: Liberty (2021)

## Jugador Más Valioso
| Fecha      | MVP                 | Equipo            | Posición |
| ---------- | ------------------- | ----------------- | -------- |
| 22-12-1999 | Casey Printers      | TCU               | QB       |
| 20-12-2000 | LaDainian Tomlinson | TCU               | RB       |
| 19-12-2001 | Byron Leftwich      | Marshall          | QB       |
| 18-12-2002 | Byron Leftwich      | Marshall          | QB       |
| 18-12-2003 | Ben Roethlisberger  | Miami (OH)        | QB       |
| 22-12-2004 | Omar Jacobs         | Bowling Green     | QB       |
| 21-12-2005 | Bruce Gradkowski    | Toledo            | QB       |
| 7-1-2007   | Damion Fletcher     | Southern Miss     | RB       |
| 6-1-2008   | Paul Smith          | Tulsa             | QB       |
| 6-1-2009   | Tarrion Adams       | Tulsa             | RB       |
| 6-1-2010   | Dan LeFevour        | Central Michigan  | QB       |
| 6-1-2011   | Austin Boucher      | Miami (OH)        | QB       |
| 8-1-2012   | Chandler Harnish    | Northern Illinois | QB       |
| 6-1-2013   | Ryan Aplin          | Arkansas State    | QB       |
| 5-1-2014   | Fredi Knighten      | Arkansas State    | QB       |
| 4-1-2015   | Kareem Hunt         | Toledo            | RB       |
| 23-12-2015 | Favian Upshaw       | Georgia Southern  | QB       |
| 23-12-2016 | Justin Lucas        | Troy              | LB       |
| 23-12-2017 | Jalin Moore         | Appalachian State | RB       |
| 22-12-2018 | Sawyer Smith        | Troy              | QB       |
| 6-1-2020   | Levi Lewis          | Louisiana         | QB       |
| 26-12-2020 | Cornelious Brown IV | Georgia State     | QB       |
| 18-12-2021 | Malik Willis        | Liberty           | QB       |
| 17-12-2022 | Frank Gore Jr.      | Southern Miss     | RB       |

## Records
| Equipo                             | Record, Equipo vs. Rival                                                                                    | Año            |
| ---------------------------------- | --- | -------------- |
| Más Puntos Anotados                | 64, Marshall vs. East Carolina                                                                              | 2001           |
| Más Puntos Anotados (perdedor)     | 61, East Carolina vs. Marshall                                                                              | 2001           |
| Más Puntos en Conjunto             | 125, Marshall vs. East Carolina                                                                             | 2001           |
| Menos Puntos Permitidos            | 0, Appalachian State vs. Toledo                                                                             | 2017           |
| Mayor victoria                     | 56, Tulsa vs. Bowling Green                                                                                 | 2008           |
| Yardas Totales                     | 649, Marshall vs. East Carolina                                                                             | 2001           |
| Yardas Terrestres                  | 482, Tulsa vs. Ball State                                                                                   | 2009           |
| Yardas Aéreas                      | 576, Marshall vs. East Carolina                                                                             | 2001           |
| First downs                        | 36, Marshall vs. East Carolina                                                                              | 2001           |
| Menos Yardas Permitidas            | 146, Appalachian State vs. Toledo                                                                           | 2017           |
| Menos Yardas Terrestres Permitidas | –16, TCU vs. East Carolina                                                                                  | 1999           |
| Menos Yardas Aéreas Permitidas     | 82, Bowling Green vs. Georgia Southern                                                                      | Dec. 2015      |
| Individual                         | Record, Nombre, Equipo vs. Rival                                                                            | Año            |
| Touchdowns Totales                 | 5, Kareem Hunt (Toledo)                                                                                     | Ene. 2015      |
| Yardas Terrestres                  | 275, Kareem Hunt (Toledo)                                                                                   | Ene. 2015      |
| Touchdowns Terrestres              | 5, Kareem Hunt (Toledo)                                                                                     | Ene. 2015      |
| Yardas Aéreas                      | 576, Byron Leftwich (Marshall)                                                                              | 2001           |
| Pases de touchdown                 | 5, más reciente: Fredi Knighten (Arkansas State)                                                            | Ene. 2015      |
| Yardas por Recepción               | 234, Denero Marriott (Marshall)                                                                             | 2001           |
| Recepciones de touchdown           | 3, más reciente: Booker Mays (Arkansas State)                                                               | Ene. 2015      |
| Jugadas Largas                     | Record, Nombre, Equipo                                                                                      | Año            |
| Touchdown Terrestre                | 88 yds., Lionel Gates (Louisville)                                                                          | 2003           |
| Pase de Touchdown                  | 70 yds., Austin Boucher a Armand Robinson (Miami (OH)) · 66, Fredi Knighten a Tres Houston (Arkansas State) | 2011 Jan. 2015 |
| Regreso de Kickoff                 | 95 yds., Antonio Brown (Central Michigan)                                                                   | 2010           |
| Regreso de Despeje                 | 44 yds., DeMarco Paine (Miami (OH))                                                                         | 2011           |
| Regreso de Intercepción            | 94 yds., Money Hunter (Arkansas State)                                                                      | Jan. 2015      |
| Regreso de Fumble                  | 93 yds., Tyrone Hill (Buffalo)                                                                              | 2018           |
| Despeje                            | 65 yds., Britt Barefoot (Southern Miss)                                                                     | 2007           |
| Gol de Campo                       | 47 yds., Louie Zervos (Ohio)                                                                                | 2016           |

- Fuente:[34]

 Aparece en los libros de récords como el pase de touchdown más largo, pero los box scores indican que no fue touchdown.